# I'd Have You Anytime
«I'd Have You Anytime» es una canción del músico británico George Harrison, publicada en el álbum de 1970 All Things Must Pass. Harrison compuso la canción con el músico estadounidense Bob Dylan en su hogar de Bearsville, cerca de Woodstock, durante una visita que Harrison realizó en noviembre de 1968, durante un periodo en el que George había comenzado a componer con mayor regularidad y en el que Dylan había sufrido un accidente de tráfico que le apartó durante varios años de realizar giras y le sirvió para establecer una familia. 
La canción sentó las bases de una posterior amistad entre los dos músicos, cuyo primer encuentro en 1964 produjo un profundo cambio en la dirección musical tanto de Dylan como de The Beatles. La influencia de Dylan en la composición de Harrison fue evidente en varias de las composiciones para The Beatles, y varios críticos musicales establecieron paralelismos entre el músico norteamericano y la dirección musical de All Things Must Pass, aunque Dylan no participó en su grabación. Harrison y Dylan mantuvieron la amistad durante varias décadas, con colaboraciones ocasionales que culminaron en la formación del grupo Traveling Wilburys en 1988.
Phil Spector coprodujo «I'd Have You Anytime» en Londres e incluye la participación de Eric Clapton en la guitarra eléctrica. Una toma alternativa de la canción grabada durante las sesiones de All Things Must Pass fue incluida en el recopilatorio Early Takes: Volume 1. La demo de Harrison y Dylan circula únicamente en grabaciones pirata, sin carácter oficial.

## Personal
- George Harrison: voz, guitarra acústica y coros.
- Eric Clapton: guitarra eléctrica
- Klaus Voormann: bajo
- Alan White: batería
- John Barham: orquestación
- Sin acreditar: vibráfono